# Mecé
Mecé település Franciaországban, Ille-et-Vilaine megyében. Lakosainak száma 613 fő (2022. január 1.). Mecé Combourtillé, Livré-sur-Changeon, Montreuil-des-Landes, Saint-Christophe-des-Bois, Val-d’Izé és Rives-du-Couesnon községekkel határos.

## Népesség
A település népességének változása:
| Lakosok száma | 581  | 446  | 394  | 542  | 590  | 601  | 608  | 607  | 606  | 613  |
|               | 1968 | 1982 | 1990 | 2006 | 2013 | 2015 | 2017 | 2019 | 2020 | 2022 |